# 28057 Hollars
28057 Hollars este o planetă minoră (asteroid) din centura de asteroizi. A fost descoperită pe 24 iunie 1998 la Stația Anderson Mesa de Lowell Observatory Near-Earth-Object Search. 
Obiectul prezintă o orbită caracterizată de o semiaxă mare de 3,0233092 UAi, o excentricitate de 0,08, o înclinație de 10,21753 ° în raport cu ecliptica.